# Dubîceanske, Luțk
Dubîceanske (în ucraineană Дубичанське, poloneză Dubyczańskie) este un sat în comuna Smolîhiv din raionul Luțk, regiunea Volînia, Ucraina.

## Demografie
Componența lingvistică a localității Dubîceanske
     Ucraineană (100%)
Conform recensământului din 2001, toată populația localității Dubîceanske era vorbitoare de ucraineană (100%).